# Кутина (Тимиш)
Кутина (рум. Cutina) насеље је у Румунији у округу Тимиш у општини Бетхаусен. Oпштина се налази на надморској висини од 124 m.

## Прошлост
По "Румунској енциклопедији" место Кутина се јавља још 1440. године у документима. Избројано је 1717. године у њему 20 кућа.
Аустријски царски ревизор Ерлер је 1774. године констатовао да место припада Лунгшком округу, Лугожког дистрикта. Становништво је било претежно влашко. Био је ту парох 1797. године поп Гаврил Лазаров (рукоп. 1793) који се служи само румунским језиком.

## Становништво
Према подацима из 2002. године у насељу је живело 364 становника, од којих су сви румунске националности.